# Gran Escarpa (África del Sur)
La Gran Escarpa es una importante característica topográfica de África que consiste en escarpadas laderas desde la alta meseta central del sur de África  hacia abajo en dirección a los océanos que rodean el sur de África por tres lados. Aunque se encuentra predominantemente dentro de las fronteras de Sudáfrica, en el este se extiende hacia el norte para formar la frontera entre Mozambique y Zimbabue, continuando más allá del valle del río Zambeze para formar el escarpe de Muchinga en el este de Zambia.  En el oeste, se extiende hacia el norte hasta Namibia y Angola.
Los distintos tramos de la Gran Escarpa reciben diferentes nombres, siendo el más conocido el de Drakensberg (diagrama de la derecha). El Schwarzrand y el borde del altiplano de Khomas, en Namibia, así como la Serra da Chela, en Angola, son también nombres muy conocidos.